# Danske mesterskaber i atletik 1903
Danske mesterskaber i atletik 1903 var det tiende Danske mesterskaber i atletik. Mesterskabet var åben for udenlandske deltager.
| Disciplin     | Guld                                      | Sølv                                     | Bronze                                          |
| ------------- | ----------------------------------------- | ---------------------------------------- | ----------------------------------------------- |
| 100 meter [1] | Harald Grønfeldt Freja København 10.8     | Axel Johannes Petersen Freja København ? | C. Holmboe Malmö ?                              |
| ¼ mile        | Harald Grønfeldt Freja København 54.6     | August Christian Børner Aarhus 1900 56.6 | Axel Johannes Petersen Freja København ??       |
| ½ mile        | Harald Grønfeldt Freja København 2:12.2   | August Christian Børner Aarhus 1900 ??   | Peter Hansen Odense GF ?                        |
| 1 mile        | Harald Grønfeldt Freja København 5:05.5   | August Christian Børner Aarhus 1900 +2m  | Chr. P. Hansen Københavns FF ?                  |
| 1 dansk mil   | Julius Jørgensen AIK 95 25:48.9           | Christian Christensen IF Sparta 26:19.0  | O. Larsen IF Sparta 26:29.?                     |
| 120 yards hæk | C. Malmgreen Malmö 18.2                   | Kalinsky Prag, Bøhmen ??                 | Knut K. Stamsø [2] IFK Malmö ?                  |
| Højdespring   | Halfdan Bjølgerud IF Ørnulf 1,72          | Carl Holmberg IFK Malmö 1,67             | Kalinsky Prag, Bøhmen ?                         |
| Stangspring   | Robert Madsen Odense GF 3,13              | Rasmus Madsen Slagelse MK 3,08           | J. Bohm Malmö 3,03                              |
| Længdespring  | Aage Petersen Freja Odense 6,00           | Erik Frick Malmö 5,95                    | Fritz Bøchen Vikke Idrætsforeningen Urania 5,81 |
| Kuglestød     | Charles Winckler Handelsstandens AK 10,20 | Carl Jensen Odense GF 9,95               | Jørgen From Odense GF 9,73                      |
| Diskoskast    | Jørgen From Odense GF 28,47               | Moritz Rasmussen Københavns FF 26,91     | Oskar Nielsen Frederikssund 26,70               |
| Hammerkast    | Carl Jensen Odense GF 32,78               | Moritz Rasmussen Københavns FF 29,57     | Jørgen From Odense GF 28,55                     |
| Spydkast      | G. Malmgreen Malmö 38,20                  | Carl Jensen Odense GF 35,91              | J. Sørensen Horsens 34,99                       |
| Femkamp       | William Palme Københavns FF               | ?                                        | ?                                               |
| Tikamp        | Harald Grønfeldt Freja København 4350.00  | ?                                        | ?                                               |
| 15km cross    | Carl Jørgensen AIK 95 1:00,33             | ?                                        | ?                                               |

Kilde: DAF i tal

Fodnote: 
1. ↑  Banen var opmålt fortkert.
2. ↑  Knut K. Stamsø var en norsk atlet boende i Malmø.

| Atletik | Spire Denne artikel om atletik er en spire som bør udbygges. Du er velkommen til at hjælpe Wikipedia ved at udvide den. |